# Eckelshausen
Eckelshausen (mundartlich Äckelshause) ist ein Dorf im Hessischen Hinterland und als solches ein Stadtteil der Stadt Biedenkopf im mittelhessischen Landkreis Marburg-Biedenkopf. Es liegt im Lahntal zwischen Biedenkopf (nördlich) und Kombach (südöstlich).

## Geschichte

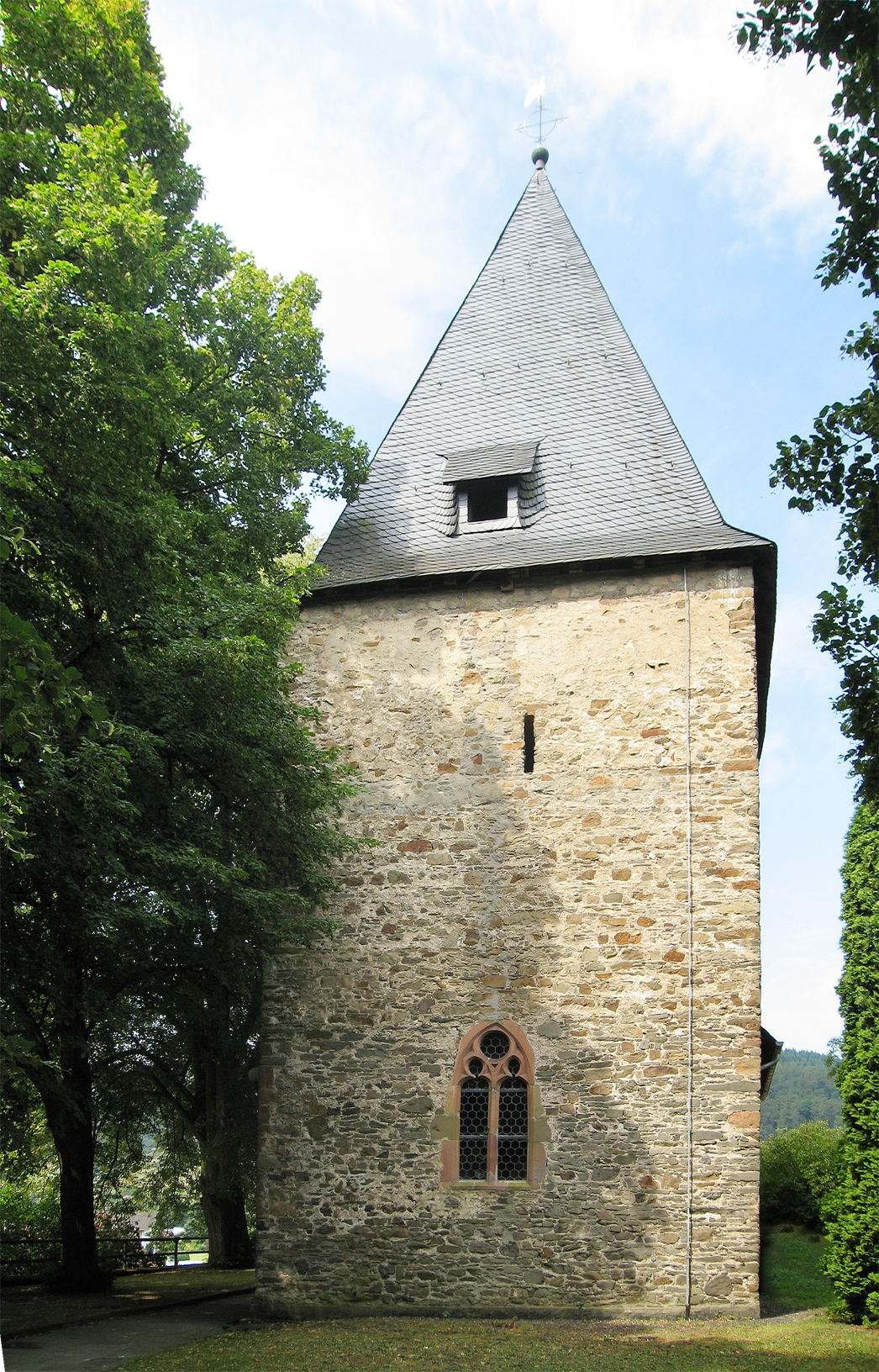
Wehrkirche Eckelshausen

### Ortsgeschichte
Die älteste bekannte schriftliche Erwähnung von Eckelshausen erfolgte unter dem Namen Eckoldishusen im Jahr 1320, „als Volpert von Hohenfels Philipp von Falkenstein eine jährlich Rente auf das Dorf Eckelshausen trägt und sie als Burglehen zurück empfängt“.
Im Jahr 1334 wurde frater Conradis de Eckoldishusin als Deutschordensbruder zu Marburg erwähnt.
Eckelshausen gehörte im Jahr 1444 wie auch 1534 bis 1821 zum Gericht Dautphe.
Die Statistisch-topographisch-historische Beschreibung des Großherzogthums Hessen berichtet 1830 über Eckelshausen:

„Eckelshausen (L. Bez. Battenberg) evangel. Pfarrdorf; liegt an der Lahn, so wie an der Chaussee von Biedenkopf nach Giessen, 3 3⁄4 St. von Battenberg, hat 55 Häuser und 295 evangelische Einwohner. Man findet hier eine Strumpffabrik, die aber erst im Entstehen ist, und ein adeliges Gut. Der Ort, der unter dem Namen Egkeldisshusen vorkommt, gehörte im 15. Jahrhundert zum Dautpher Kirchengebiet.“

Hessische Gebietsreform (1970–1977)
Zum 31. Dezember 1971 wurde die bis dahin selbständige Gemeinde im Zuge der Gebietsreform in Hessen auf freiwilliger Basis nach Biedenkopf eingemeindet.
Für alle ehemals eigenständigen Gemeinden von Biedenkopf wurde je ein Ortsbezirk mit Ortsbeirat und Ortsvorsteher nach der Hessischen Gemeindeordnung gebildet.

### Siedlungen und Wüstungen
Im Ort liegt das Gehöft Wiesenhof. Im Jahr 1444 tauschten die Brüder Ludwig und Rudolf von Hohenfels den von ihrer Mutter Adelheid von Breidenbach ererbten Hof zu Bellingshausen an Johann und Arnold von Breidenbach für den Hof Arnold von Breidenbachs, den Wiesenhof, zu Eckelshausen ein. Nach der Erbteilung durch die fürstlichen Räte zu Marburg erhielt dann die Familie von Waldmannshausen den Hof, den sie 1629 noch besaß. Am Ende des Dreißigjährigen Krieges 1647 geriet der Hof während eines Gefechtes in Brand, wurde aber nach Friedensschluss wieder aufgebaut. Von der Familie von Breidenbach wurde der Hof 1865 zur Bewirtschaftung an Revierförster Runkel gegeben. 1876 kaufte Johann Jost Born den Wiesenhof.
In der Gemarkung Eckelshausens lag die wüst gegangene Siedlung Berghausen, heute erinnert noch der Flurname Berghausen an die ehemalige Siedlung.

### Verwaltungsgeschichte im Überblick
Die folgende Liste zeigt die Staaten und Verwaltungseinheiten, denen Eckelshausen angehört(e):
- vor 1567: Heiliges Römisches Reich, Landgrafschaft Hessen, Amt Biedenkopf, Gericht Dautphe
- ab 1567: Heiliges Römisches Reich, Landgrafschaft Hessen-Marburg, Amt Biedenkopf, Gericht Dautphe[9]
- 1604–1648: strittig zwischen Hessen-Kassel und Hessen-Darmstadt (Hessenkrieg)
- ab 1604: Heiliges Römisches Reich, Landgrafschaft Hessen-Kassel, Amt Biedenkopf, Gericht Dautphe
- ab 1627: Heiliges Römisches Reich, Landgrafschaft Hessen-Darmstadt, Oberfürstentum Hessen, Amt Biedenkopf, Gericht Dautphe[10][11]
- ab 1806: Großherzogtum Hessen,[Anm. 2] Fürstentum Oberhessen, Amt Biedenkopf, Gericht Dautphe[12]
- ab 1815: Großherzogtum Hessen, Provinz Oberhessen, Amt Biedenkopf, Gericht Dautphe[13]
- ab 1821: Großherzogtum Hessen, Provinz Oberhessen, Landratsbezirk Battenberg[Anm. 3]
- ab 1832: Großherzogtum Hessen, Provinz Oberhessen, Kreis Biedenkopf
- ab 1848: Großherzogtum Hessen, Regierungsbezirk Biedenkopf
- ab 1852: Großherzogtum Hessen, Provinz Oberhessen, Kreis Biedenkopf
- ab 1867: Königreich Preußen,[Anm. 4] Provinz Hessen-Nassau, Regierungsbezirk Wiesbaden, Kreis Biedenkopf (übergangsweise Hinterlandkreis)[11]
- ab 1871: Deutsches Reich, Königreich Preußen, Provinz Hessen-Nassau, Regierungsbezirk Wiesbaden, Kreis Biedenkopf
- ab 1918: Deutsches Reich (Weimarer Republik), Freistaat Preußen, Provinz Hessen-Nassau, Regierungsbezirk Wiesbaden, Kreis Biedenkopf
- ab 1932: Deutsches Reich, Freistaat Preußen, Provinz Hessen-Nassau, Regierungsbezirk Wiesbaden, Kreis Dillenburg
- ab 1933: Deutsches Reich, Freistaat Preußen, Provinz Hessen-Nassau, Regierungsbezirk Wiesbaden, Kreis Biedenkopf
- ab 1944: Deutsches Reich, Freistaat Preußen, Provinz Nassau, Landkreis Biedenkopf
- ab 1945: Amerikanische Besatzungszone,[Anm. 5] Groß-Hessen, Regierungsbezirk Wiesbaden, Landkreis Biedenkopf
- ab 1949: Bundesrepublik Deutschland, Land Hessen (seit 1946), Regierungsbezirk Wiesbaden, Landkreis Biedenkopf
- ab 1968: Bundesrepublik Deutschland, Land Hessen, Regierungsbezirk Darmstadt, Landkreis Biedenkopf
- ab 1972: Bundesrepublik Deutschland, Land Hessen, Regierungsbezirk Darmstadt, Landkreis Biedenkopf, Stadt Biedenkopf[Anm. 6]
- ab 1974: Bundesrepublik Deutschland, Land Hessen, Regierungsbezirk Kassel, Landkreis Marburg-Biedenkopf, Stadt Biedenkopf
- ab 1981: Bundesrepublik Deutschland, Land Hessen, Regierungsbezirk Gießen, Landkreis Marburg-Biedenkopf, Stadt Biedenkopf

## Bevölkerung

### Einwohnerentwicklung
| Quelle: Historisches Ortslexikon |                                                        |
| • 1577:                          | 023 Hausgesesse                                        |
| • 1630:                          | 024 Hausgesesse                                        |
| • 1677:                          | 003 Freie, 13 Hausgründe, 5 Witwen, 19 ledige Personen |
| • 1791:                          | 200 Einwohner                                          |
| • 1800:                          | 220 Einwohner                                          |
| • 1806:                          | 242 Einwohner, 41 Häuser                               |
| • 1829:                          | 295 Einwohner, 55 Häuser                               |

| Eckelshausen: Einwohnerzahlen von 1791 bis 2011 | Eckelshausen: Einwohnerzahlen von 1791 bis 2011 | Eckelshausen: Einwohnerzahlen von 1791 bis 2011 | Eckelshausen: Einwohnerzahlen von 1791 bis 2011 | Eckelshausen: Einwohnerzahlen von 1791 bis 2011 |
| --- | ----------------------------------------------- | ----------------------------------------------- | ----------------------------------------------- | ----------------------------------------------- |
| Jahr |                                                 |                                                 |                                                 | Einwohner                                       |
| 1791 | 1791                                            |                                                 | 200                                             | 200                                             |
| 1800 | 1800                                            |                                                 | 220                                             | 220                                             |
| 1806 | 1806                                            |                                                 | 242                                             | 242                                             |
| 1829 | 1829                                            |                                                 | 295                                             | 295                                             |
| 1834 | 1834                                            |                                                 | 330                                             | 330                                             |
| 1840 | 1840                                            |                                                 | 352                                             | 352                                             |
| 1846 | 1846                                            |                                                 | 364                                             | 364                                             |
| 1852 | 1852                                            |                                                 | 370                                             | 370                                             |
| 1858 | 1858                                            |                                                 | 366                                             | 366                                             |
| 1864 | 1864                                            |                                                 | 379                                             | 379                                             |
| 1871 | 1871                                            |                                                 | 382                                             | 382                                             |
| 1875 | 1875                                            |                                                 | 391                                             | 391                                             |
| 1885 | 1885                                            |                                                 | 356                                             | 356                                             |
| 1895 | 1895                                            |                                                 | 384                                             | 384                                             |
| 1905 | 1905                                            |                                                 | 453                                             | 453                                             |
| 1910 | 1910                                            |                                                 | 439                                             | 439                                             |
| 1925 | 1925                                            |                                                 | 466                                             | 466                                             |
| 1939 | 1939                                            |                                                 | 517                                             | 517                                             |
| 1946 | 1946                                            |                                                 | 777                                             | 777                                             |
| 1950 | 1950                                            |                                                 | 787                                             | 787                                             |
| 1956 | 1956                                            |                                                 | 743                                             | 743                                             |
| 1961 | 1961                                            |                                                 | 712                                             | 712                                             |
| 1967 | 1967                                            |                                                 | 742                                             | 742                                             |
| 1971 | 1971                                            |                                                 | 784                                             | 784                                             |
| 1980 | 1980                                            |                                                 | ?                                               | ?                                               |
| 1990 | 1990                                            |                                                 | ?                                               | ?                                               |
| 2000 | 2000                                            |                                                 | ?                                               | ?                                               |
| 2011 | 2011                                            |                                                 | 759                                             | 759                                             |
| Datenquelle: Historisches Gemeindeverzeichnis für Hessen: Die Bevölkerung der Gemeinden 1834 bis 1967. Wiesbaden: Hessisches Statistisches Landesamt, 1968. Weitere Quellen: LAGIS; Stadt Biedenkopf: 1971; Zensus 2011 |                                                 |                                                 |                                                 |                                                 |

### Einwohnerstruktur 2011
Nach den Erhebungen des Zensus 2011 lebten am Stichtag dem 9. Mai 2011 in Eckelshausen 759 Einwohner. Darunter waren 66 (8,7 %) Ausländer.
Nach dem Lebensalter waren 117 Einwohner unter 18 Jahren, 302 zwischen 18 und 49, 192 zwischen 50 und 64 und 150 Einwohner waren älter.
Die Einwohner lebten in 318 Haushalten. Davon waren 78 Singlehaushalte, 93 Paare ohne Kinder und 108 Paare mit Kindern, sowie 33 Alleinerziehende und 3 Wohngemeinschaften. In 63 Haushalten lebten ausschließlich Senioren und in 207 Haushaltungen lebten keine Senioren.

### Historischer Religionszugehörigkeit
| Quelle: Historisches Ortslexikon |                                                                   |
| • 1830:                          | 295 evangelische (= 100 %) Einwohner                              |
| • 1885:                          | 356 evangelische (= 100 %) Einwohner                              |
| • 1961:                          | 614 evangelische (= 86,24 %), 78 katholische (= 10,96 %)Einwohner |

### Historische Erwerbstätigkeit
| • 1742: | 36 Haushalte (10 zweispännige, 5 einspännige Ackerleute, 9 Einläuftige), eine Witwe.                                                 |
| • 1961: | Erwerbspersonen: 11 Land- und Forstwirtschaft, 190 produzierendes Gewerbe, 27 Handel und Verkehr, 40 Dienstleistungen und Sonstiges. |

## Religion
Bis zum Jahre 1350 war Eckelshausen der Mutterkirche in Dautphe zugeteilt. Dann wurde der Ort mit Kombach und Wolfgruben von der Kirchengemeinde Dautphe abgetrennt und die drei Gemeinden wurden zum Kirchspiel Eckelshausen zusammengeschlossen; später kam Katzenbach hinzu. Seit dem 20. Jahrhundert gehört die Pfarrei Eckelshausen zum Dekanat Biedenkopf.

## Politik

### Ortsbeirat
- BfE: 3

- BfE = Bürger für Eckelshausen

Eckelshausen verfügt als Ortsbezirk über einen Ortsbeirat, bestehend aus fünf Mitgliedern, dessen Vorsitzender ein Ortsvorsteher ist. Bei den Kommunalwahlen in Hessen 2021 betrug die Wahlbeteiligung zum Ortsbeirat 59,12 %. Der Ortsbeirat wählte Siegfried Engelbach zum Ortsvorsteher.

### Wappen
Am 28. Januar 1957 genehmigte der Hessische Minister des Innern das Wappen mit folgender Beschreibung:
| Wappen von Eckelshausen | Blasonierung: „In Schwarz drei goldene damaszierte Rauten oder Ecken (1:2).“ |
| Wappen von Eckelshausen | Wappenbegründung: Abgebildet sind drei Steine, die heraldisch auch als Ecken bezeichnet werden, daher der Name Eckelshausen. Die Berankung (Damaszierung genannt) der drei goldenen Steine gehört zu den Gepflogenheiten der heraldischen Kunst, um größere einfarbige Flächen zu beleben. |

## Kultur und Sehenswürdigkeiten

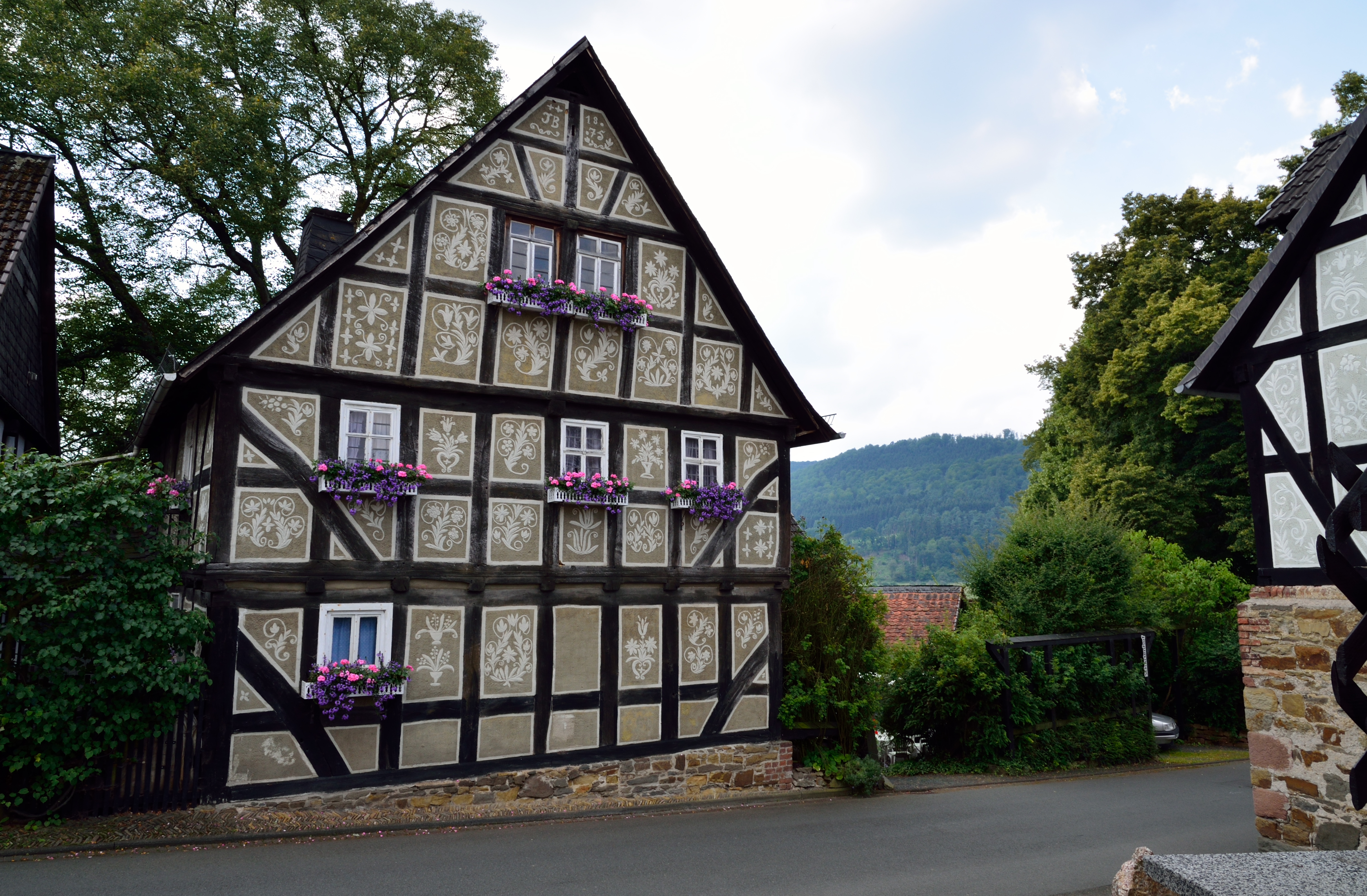
Schartenhof

Die Evangelische Pfarrkirche ist wehrhaft angelegt, hat ein romanisches Schiff und einen Chorturm mit hohem Zeltdach; sehenswert sind auch die gotischen Maßwerkfenster. Die dreiseitige Empore von 1775 wurde 1954 verändert. Von 1454 bis 1465 war Johannes Bonemilch im Ort Pfarrer, der 1507 als Weihbischof in Erfurt Martin Luther die Priesterweihe erteilte.
Der Schartenhof in Eckelshausen wurde 1970 restauriert. Er beherbergt die Stuwe im Schartenhof (Galerie, Kunsthandwerk, Puppenatelier) und ist Geburtsstätte der Eckelshausener Musiktage.
Als internationales Kammermusikfestival mit wechselnden Themen finden jedes Jahr in und um den Ort die Eckelshausener Musiktage statt.

## Verkehr

### Straßenverkehr
Durch den Ort verläuft die Bundesstraße 62 aus Richtung Siegen / Bad Laasphe / Biedenkopf in Richtung Dautphetal / Lahntal / Marburg. Von dieser entspringt in der Ortslage die Bundesstraße 453, welche nach Gladenbach führt und dort in die B 255 mündet. Hessen Mobil plant eine Ortsumgehung um die erhebliche Verkehrsbelastung durch den Ort zu verringern. Diese soll am südlichen Stadtrand von Biedenkopf beginnen, durch die Lahnauen entlang der Oberen Lahntalbahn auf einem Damm führen und an der Kombacher Geraden wieder auf ihren aktuellen Verlauf treffen. Der Baubeginn ist für das Jahr 2024 geplant, gut drei Jahre soll der Bau dauern.

### Öffentliche Verkehrsmittel
Der Haltepunkt Eckelshausen lag an der Oberen Lahntalbahn an der Straße Am Hohen Rain, er wurde 1979 aufgegeben; eine Wiedereröffnung ist in Überlegung.
Der Ort ist mit Bussen über die beiden Haltestellen Lahnstraße und Wiesenstraße an das ÖPNV-Netz des RMV angebunden. Folgende Linien fahren die Stadt an:
- 481: Wallau–Biedenkopf–Lahntal–Marburg (und zurück)
- X40: Gladenbach–Dautphetal–Biedenkopf (und zurück) (Expressbus)
- MR-40: Gladenbach–Dautphetal–Biedenkopf (und zurück)
- MR-51: Biedenkopf–Niedereisenhausen–Friedensdorf–Biedenkopf
- MR-52: Biedenkopf–Friedensdorf–Niedereisenhausen-Biedenkopf